# Tour W
A Tour W felhőkarcoló a párizsi La Défense negyedben, Puteaux-ban.
1973-ban épült és 119 méter magas.